# شبح انتقامي

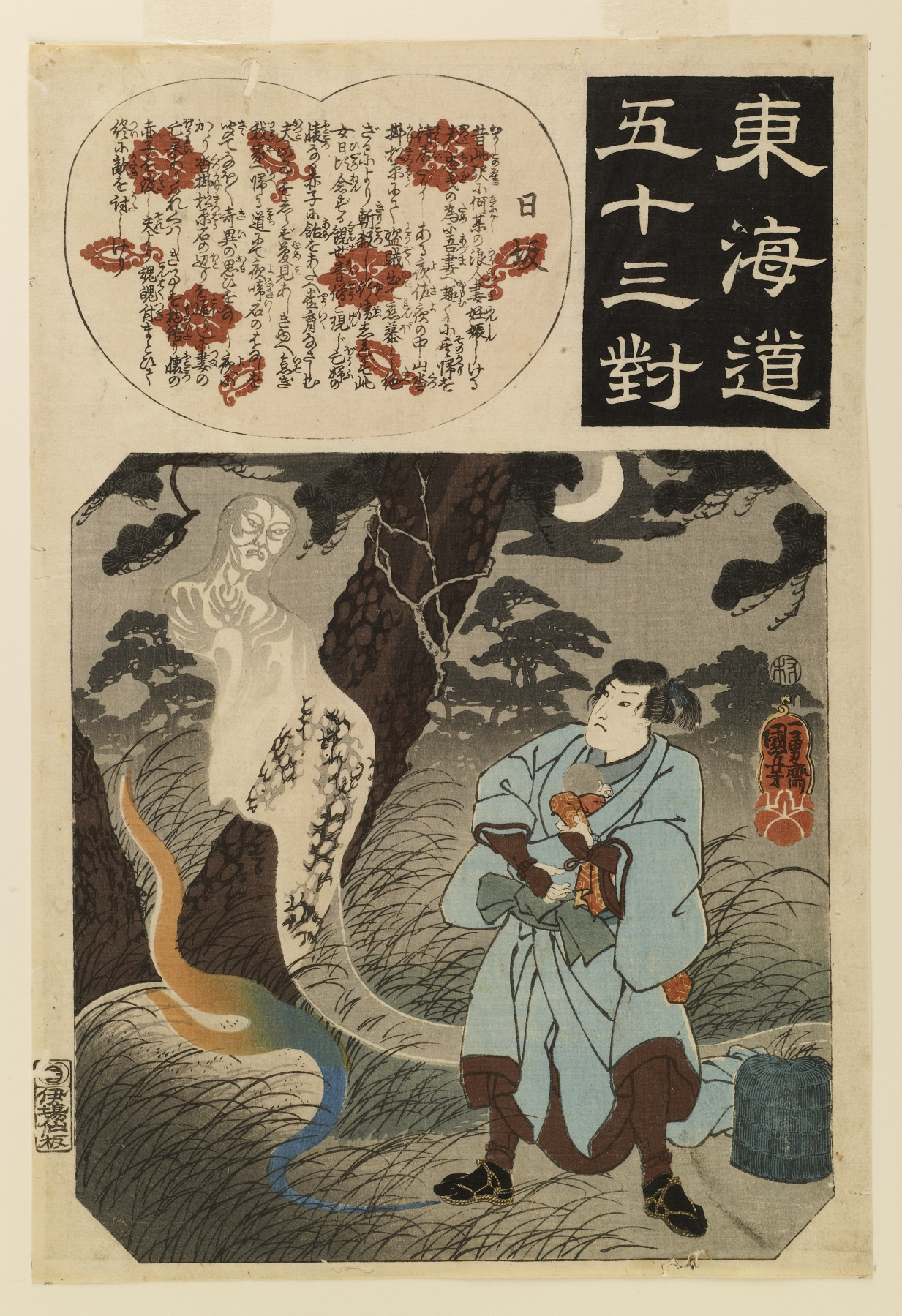
عندما يمر الزوج بالمكان الذي قُتلت فيه زوجته الحامل بوحشية، يظهر شبحها ويسلمه طفلهما. ثم تحكي له قصة مقتلها وتساعده في الانتقام لموتها. أوتاغاوا كونيوشي 1845

في الأساطير والفولكلور، يقال أن الشبح المنتقم أو الروح المنتقمة هي روح لشخص ميت يعود من الحياة الآخرة للانتقام من موت قاسٍ أو غير طبيعي أو ظالم. في بعض الثقافات حيث تعتبر مراسم الجنازة والدفن أو حرق الجثث مهمة، قد يُنظر إلى هذه الأرواح الانتقامية أيضًا على أنها أشباح غير سعيدة للأفراد الذين لم يحصلوا على جنازة مناسبة. 

## الخلفية الثقافية
يعود مفهوم الشبح المنتقم الذي يسعى للانتقام من الأذى الذي تحمله كشخص حي إلى العصور القديمة وهو جزء من العديد من الثقافات. وفقًا لهذه الأساطير والمعتقدات، فإنهم يتجولون في عالم الأحياء كأرواح مضطربة، يسعون إلى تصحيح مظالمهم، وقد لا يرضون حتى ينجحوا في معاقبة قاتليهم أو جلاديهم.
في بعض الثقافات، تكون الأشباح المنتقمة في الغالب من الإناث، ويقال إنها نساء تعرضن لمعاملة غير عادلة خلال حياتهن. قد تموت مثل هذه النساء أو الفتيات في حالة من اليأس أو قد تكون المعاناة التي تحملنها قد أدت إلى الموت المبكر بسبب سوء المعاملة أو التعذيب الذي تعرضن له.
يعد طرد الأرواح الشريرة والاسترضاء من بين العادات الدينية والاجتماعية التي تمارسها مختلف الثقافات فيما يتعلق بالشبح المنتقم. قامت مجموعة شعب آتشي الشمالية في باراغواي بحرق جثث كبار السن الذين يُعتقد أنهم يؤوون أرواحًا انتقامية خطيرة بدلاً من دفنهم بالطريقة المعتادة. في الحالات التي يتم فيها قتل الشخص والتخلص من الجثة دون مراسم، يجوز استخراج الجثة وإعادة دفنها وفقًا للطقوس الجنائزية المناسبة من أجل تهدئة الروح. وهناك خيار آخر وهو إضافة الملح وحرق بقايا الجثة (العظام).

## وسائل الإعلام
ظهرت أشباح الانتقام في العديد من الأفلام المعاصرة من بلدان مختلفة مثل: رجل الحلوى، الحقد، الحفرة والبندول، شبح، الضباب، الجناح، ليفت فور ديد، بارانورمان، الظلال الداكنة، بالإضافة إلى المسلسلات التلفزيونية: سبوكي فالانتاين، سبوكي نايتس، المسحورات، شبح هامس، خارق للطبيعة والمسلسل الكوري الجنوبي فندق ديل لونا. المسلسلات التلفزيونية المتحركة مثل: داني الشبح. وألعاب المغامرة مثل: Chzo Mythos. أخيراً، هناك أيضاً شخصية نسائية يمكن التحكم فيها تسمى Vengeful" "Spirit في لعبة الفيديو من نوع موبا دوتا 2.

## أمثلة

### إفريقيا
- مدام كوي كوي هي شبح معلمة مدرسة في أسطورة حضرية أفريقية تطارد المدارس الداخلية بعد أن تسبب بعض الطلاب في وفاتها.

### روما القديمة
- الليمورس في الأساطير الرومانية هم الأرواح المتجولة والمنتقمة لأولئك الذين لم يحصلوا على دفن لائق أو طقوس جنازة أو عبادة عاطفية من الأحياء.[6]

### اليونان القديمة
- كيريس (Κῆρες) أرواح الموت العنيف أو القاسي في الأساطير اليونانية.[7]
- فريكولاكاس مخلوق يشبه الزومبي.

### المملكة المتحدة
- غليستغ أو (السيدة الخضراء)، روح أنثوية مضطربة يقال إنها تطارد أماكن معينة في إاسكتلندا مثل قلعة كراثيس وقلعة نوك (جزيرة سكاي) وقلعة أشينتولي. في بعض الحكايات، قُتلت وهي ترتدي ثوبًا أخضر، ثم دفنها خادم بلا مراسم في المدخنة. ويقال إن خطواتها لا تزال تُسمع وهي تمشي في القلعة حزينة.[8]

### أوروبا الشرقية
- Strigoi
- Moroi
- Lugat
- Kukudh
- Strzyga
- Drekavac

### الثقافة اليهودية
- ديبوق، روح خبيثة تتملك الناس الأحياء

### الصين وفيتنام
- موغواي، شبح أو شيطان انتقامي في الأساطير الصينية

- نو غوي، شبح أنثى انتقامية من الفولكلور الصيني. تظهر بشعر غير مربوط.[9]

- يوان غوي (بالصينية: 冤鬼؛ yuan guǐ؛ حرفيًا "شبح لديه مظالم")، أرواح الأشخاص الذين ماتوا بسبب خطأ.[10]

### الهند
- تشودايل (بالأردية: چڑیل، وبالديوَناكَرية: चुड़ेल)، شبح أنثوي من الفولكلور الهندي، معروف جيدًا في شمال الهند وباكستان.[11] ويقال إن هذه الروح نشأت من امرأة ماتت إما أثناء الولادة أو أثناء الحمل أو أثناء الحيض، في حالة من النجاسة الطقسية.[12][13][14]

### اليابان
- أونريو، أسم عام في الفولكلور الياباني للأشباح (يوريه) التي تعود من المطهر بسبب ظلم وقع عليها أثناء حياتها. أونريو هم في الغالب من النساء وغالبًا ما يظهرون في هيئة مادية وليس شبحية.
- فونايوري (船幽霊 أو 舟幽霊، حرفيًا "روح القارب")، الأشباح التي أصبحت أرواحًا انتقامية في البحر. تم ذكرها في الفولكلور في مناطق مختلفة من اليابان.
- ذات الفم الممزق (كوشيساكي أونا)، شبح انتقامي لأمرأة شوهها زوجها.
- جوريو، نوع معين من الأرواح، عادةً ما تكون أشباح الشهداء، من الأساطير اليابانية.[15]

### أمريكا اللاتينية
- داما برانكا، المعروفة أيضًا باسم مولهير دي برانكو، والتي تعني "المرأة باللون الأبيض" بالبرتغالية، هي شبح إمرأة شابة ماتت أثناء الولادة أو لأسباب عنيفة في الأساطير البرازيلية.[16]
- كوربو سيكو ('الجثة المجففة')، هو شبح رجل كان شريرًا جدًا عندما كان على قيد الحياة، حيث تم رفض روحه من قبل الله والشيطان، لذلك تم لعنه ليطارد الأحياء كجثة غير ميتة في الأساطير البرازيلية.[17]
- لا يورونا، المعروفة أيضًا باسم "المرأة الناحبة"، يمكن أن تكون روحًا أنثوية من المكسيك أغرقت أطفالها لأن زوجها خانها مع إمرأة أخرى ثم تركها بعد ذلك.
- لاسايونا، روح أنثوية اعتقدت أن زوجها كان على علاقة بوالدتها في فنزويلا وكولومبيا
- باتاسولا، روح أنثوية من أمريكا الجنوبية تظهر كامرأة جميلة تجتذب الرجال وتغريهم إلى أعماق الغابات المطيرة، حيث تتحول إلى وحش وتلتهمهم.
- سيهوانابا، روح أنثوية كانت لها علاقة غرامية وتهاجم الرجال غير المخلصين في السلفادور وغواتيمالا
- سيلبون، شاب قتل والده بعد أن اغتصب زوجة الشاب. ثم لعنه جده بأن يجوب الأرض إلى الأبد مع عظام والده، لذلك يقتل شبح الشاب الأشخاص إذا تصرفوا مثل أي من الرجلين اللذين آذاه، ومعظمهم من أزيار النساء والسكارى.
- توليفيجا هي روح أنثوية من كوستاريكا تقوم بمعاقبة الرجال الشهوانيين والآباء غير المسؤولين.

### شمال أمريكا
- تشيندي، شبح انتقامي يسبب الزوبعات الغبارية في أساطير نافاجو

### جنوب شرق آسيا
- الدامبيراو، في أساطير شعب أسمات في غرب غينيا الجديدة، تعتبر الدامبيراو أشباحًا لنساء يمتن أثناء المخاض. ويكتب عالم الأنثروبولوجيا جان باور أنهن "لديهن مظهر مخيف وأنف حاد وأسنان حادة وأظافر طويلة وعيون حمراء مثل شعرهن. وهن ينتقمن من الرجال بحملهم إلى العالم السفلي، حيث يعذبونهم حتى الموت بالأشواك".[18]
- كراسو (بالتايلاندية: กระสือ)، والمعروفة باسم أب (بالخميرية: អាប) في كمبوديا، وكاسو في لاوس، وبالاسيك، وكويانج، ولياك في إندونيسيا، وهي روح أنثوية ليلية من الفولكلور في جنوب شرق آسيا
- فاي تاي هونغ (التايلاندية: ผีตายโหง)، الروح المضطربة للشخص الذي عانى من موت عنيف أو قاس في الفولكلور التايلاندي.[19]
- فاي تاي ثانج كلوم، شبح تايلاندي، وهو روح غاضبة لامرأة حامل انتحرت بعد أن تعرض للخيانة والهجر من قبل عشيقها.[20]
- سوانجى، روح شريرة في فولكلور جزر الملوك، إندونيسيا
- سوندل بولونج، في الأساطير الإندونيسية، هو شبح امرأة ماتت عندما كانت حاملاً وأنجبت في قبرها حتى خرج الطفل من ظهرها، حيث كان لديها جرح كبير.[21]
- ويوي غومبل، شبح أنثى في الأساطير الإندونيسية. يقال إنها تختطف الأطفال.

## أنظر أيضًا
- شبح
- يوتسويا كايدان
- العائد (مسلسل كوري جنوبي)